# Leonard Nolens
Leonard Nolens, né le 11 avril 1947 à Brée en Belgique, est un poète et diariste belge d'expression néerlandaise. Il est considéré comme l'un des plus importants poètes vivants de Flandre.
Romantique, il écrit souvent sur l'amour et la façon de s'évader de l'identité.

## Biographie
Leonard Nolens vit et travaille à Anvers. Il a débuté avec le recueil Orpheushanden.
Il est lauréat du prix Constantijn Huygens en 1997 et du prix des lettres néerlandaises en 2012.
Son fils cadet, David (nl), est aussi écrivain.

## Bibliographie

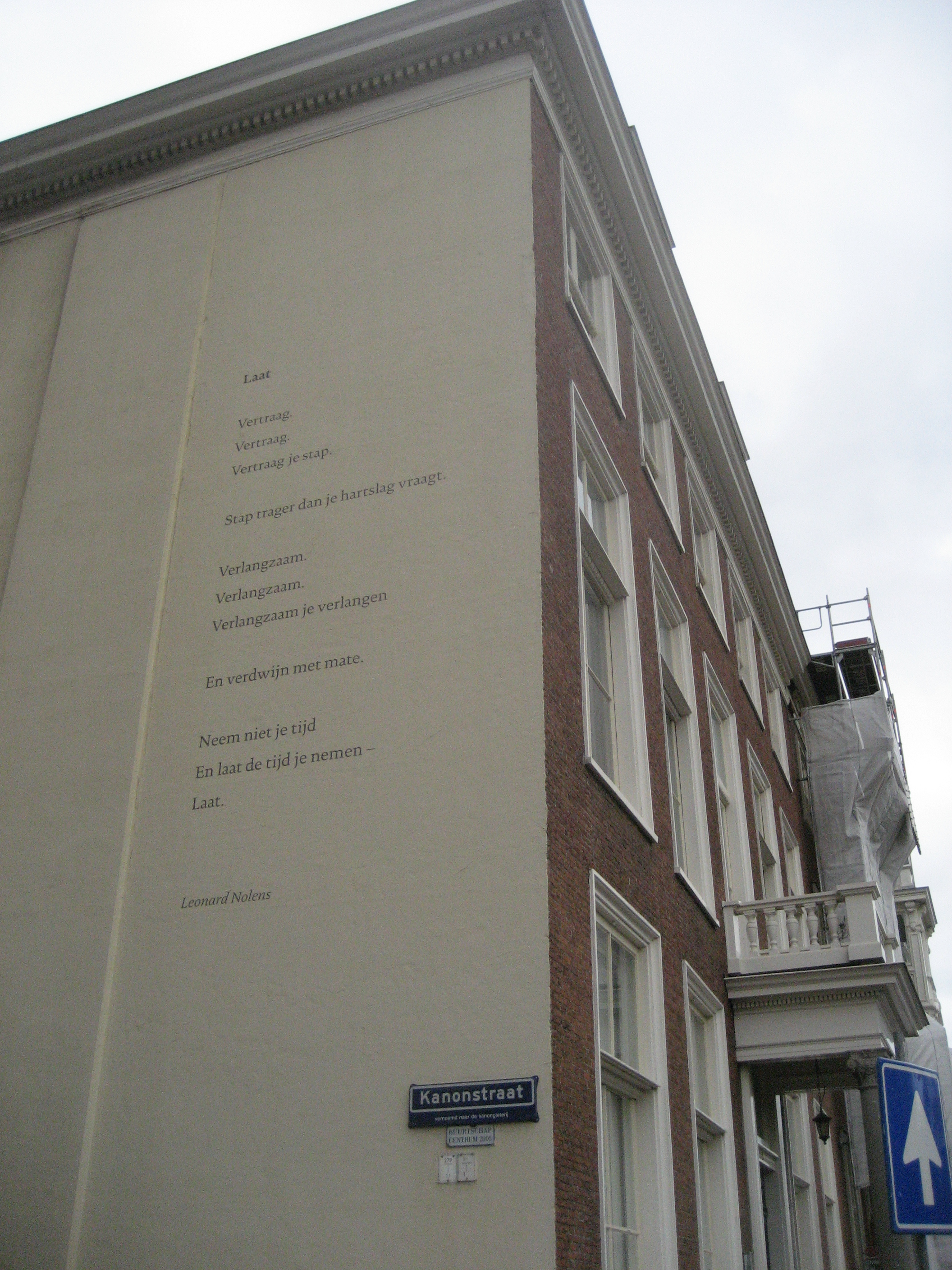
Poème mural Laat
(La Haye)

### Poésie
- 1969 - Orpheushanden
- 1973 - De muzeale minnaar
- 1975 - Twee vormen van zwijgen
- 1977 - Incantatie
- 1979 - Alle tijd van de wereld
- 1981 - Hommage
- 1983 - Vertigo
- 1986 - De gedroomde figuur
- 1988 - Geboortebewijs
- 1990 - Liefdes verklaringen
- 1991 - Hart tegen hart
- 1992 - Tweedracht
- 1994 - Honing en as
- 1996 - En verdwijn met mate
- 1997 - De liefdes gedichten van Leonard Nolens
- 1999 - Voorbijganger
- 2001 - Manieren van leven
- 2003 - Derwisj
- 2005 - Een dichter in Antwerpen en andere gedichten
- 2007 - Bres
- 2007 - Een fractie van een kus
- 2007 - Negen slapeloze gedichten
- 2008 - Woestijnkunde
- 2011 - Zeg aan de kinderen dat wij niet deugen

### Journal
- 1989 - Stukken van mensen
- 1993 - Blijvend vertrek
- 1995 - De vrek van Missenburg
- 1998 - Een lustig portret
- 2009 - Dagboek van een dichter 1979-2007

## Léonard Nolens en traduction

### français
- Acte de naissance [« Geboortebewijs »], traduction de Danielle Losman, La Différence, coll. « Orphée », Paris 1998
- Brèche [« Bres »], traduction de Marnix Vincent, Le Castor Astral, coll. « Escales du Nord », Paris 2004

### afrikaans
- 'n Digter in Antwerpen (anthologie), poèmes traduits du néerlandais par Daniel Hugo, Protea Boekehuis, Pretoria 2015[1]

### allemand
- Geburtsschein, traduit du néerlandais par Ard Posthuma, Kleinheinrich Verlag, Münster 1997

### anglais
- Plusieurs poèmes de Leonard Nolens ont paru en traduction anglaise dans des anthologies: Modern Poetry in Translation (1997) et In a different light: fourteen contemporary dutch-language poets (Poetry Wales Press, 2002).

### italien
- Porte socchiuse, traduit du néerlandais par Giorgio T. Faggin, Mobydick Editore, Faenza 1995

### polonais
- Słowo jest uczciwym znalazcą (anthologie), traduit du néerlandais par Jerzy Koch, Witryn Artystów, Klotzko 1994.

### slovène
- Plusieurs poèmes traduits du néerlandais par Boris A. Novak[2] et sur le site lyrikline.org

### autres langues
Des projets de traduction en anglais et en espagnol sont en cours. 